# Kristina Adebaio
Kristina Adebaio, née le 19 janvier 2002, est une taekwondoïste russe, vice-championne du monde en 2021.

## Biographie
En 2018, elle est sélectionnée pour représenter la Russie aux Jeux olympiques de la jeunesse de 2018 à Buenos Aires ; elle y remporte la médaille de bronze dans la catégorie des plus de 63 kg.
Elle est médaillée d'argent dans la catégorie des plus de 73 kg aux Championnats du monde féminins de taekwondo 2021 à Riyad.
Elle remporte la médaille de bronze dans la catégorie des plus de 73 kg aux Championnats du monde 2023 à Bakou.